# Koreaceratops
Koreaceratops ("korejská rohatá tvář") byl rod bazálního neoceratopsidního marginocefalního dinosaura, žijícího v období spodní křídy (stupeň alb, asi před 103 miliony let) na území dnešní Jižní Koreje.

## Popis
Šlo o malého dvounohého býložravce o délce kolem 1,3 metru s relativně velkou hlavou a malým krčním límcem. Některé anatomické adaptace na kostře byly identifikovány jako možná přizpůsobení pro častý pobyt ve vodním živlu nebo dokonce aktivní plavání a potápění.
Nový vědecký výzkum, publikovaný na začátku roku 2022 ukázal, že koreaceratops byl vývojově příbuznější rodu Protoceratops než rodu Psittacosaurus. Zkoumaný exemplář se dožil věku přibližně osmi let (na základě přírůstkových linií v holenní kosti).

## Historie a zařazení
Fosilie koreaceratopse byly objeveny roku 2008 v pískovcovém bloku během práce na stavbě přehrady. Dinosaurus byl pak formálně popsán v roce 2011 jako typový druh K. hwaseongensis. Vývojově zřejmě spadal někam mezi primitivní archaický rod Archaeoceratops a pokročilejší ceratopní (rohaté) dinosaury.

### Česká literatura
- SOCHA, Vladimír (2021). Dinosauři – rekordy a zajímavosti. Nakladatelství Kazda, Brno. ISBN 978-80-7670-033-8 (str. 135)